# Alidebergsbadet
Alidebergsbadet  är ett tempererat utomhusbad med en 50 metersbassäng, djup hoppbassäng, 10 meter högt hopptorn, lek- och plaskbassäng, kiosk samt stora gräsytor och beachvolleyplan.
Badet ligger i anslutning till Borås Simarena, ca 2,5 kilometer från centrum, i närhet av Borås Djurpark och Knalleland. Vid badet finns en stor parkering och ca 300 meter bort ligger busshållplatsen Boråsparken.